# ITF Midland
Das ITF Midland (offiziell: Dow Tennis Classic) ist ein Tennisturnier des ITF Women’s Circuit, das in Midland, Michigan, auf Hartplatz (Halle) ausgetragen wird.

## Siegerliste

### Einzel
| Jahr                                  | Siegerin             | Finalgegnerin        | Ergebnis         |
| ------------------------------------- | -------------------- | -------------------- | ---------------- |
| ↓ Kategorie: $25.000 ↓                |                      |                      |                  |
| 1994                                  | Brenda Schultz       | Meredith McGrath     | 6:2, 1:0 Aufgabe |
| 1995 wurde kein ITF-Turnier gespielt! |                      |                      |                  |
| ↓ Kategorie: $50.000 ↓                |                      |                      |                  |
| 1996                                  | Anna Kurnikowa       | Lindsay Lee          | 7:6, 6:1         |
| 1997                                  | Kimberly Po          | Meilen Tu            | 6:2, 6:3         |
| 1998                                  | Alexandra Stevenson  | Samantha Reeves      | 7:6, 6:1         |
| ↓ Kategorie: $25.000 ↓                |                      |                      |                  |
| 1999                                  | Anne Kremer          | Tara Snyder          | 3:6, 6:1, 7:5    |
| ↓ Kategorie: $75.000 ↓                |                      |                      |                  |
| 2000                                  | Nicole Pratt         | Yuka Yoshida         | 6:4, 6:3         |
| 2001                                  | Cho Yoon-jeong       | Tara Snyder          | 6:3, 6:1         |
| 2002                                  | Li Na                | Mashona Washington   | 6:1, 6:2         |
| 2003                                  | Bianka Lamade        | Laura Granville      | 6:3, 1:6, 6:4    |
| 2004                                  | Jill Craybas         | Nicole Vaidišová     | 6:2, 6:4         |
| 2005                                  | Laura Granville      | Cho Yoon-jeong       | 6:3, 3:6, 7:66   |
| 2006                                  | María Emilia Salerni | Wassilissa Bardina   | 6:3, 3:6, 6:4    |
| 2007                                  | Jill Craybas         | Laura Granville      | 2:6, 6:3, 6:3    |
| 2008                                  | Laura Granville      | Ashley Harkleroad    | 6:1, 6:1         |
| 2009                                  | Lucie Hradecká       | Eleni Daniilidou     | 6:3, 6:3         |
| ↓ Kategorie: $100.000 ↓               |                      |                      |                  |
| 2010                                  | Elena Baltacha       | Lucie Hradecká       | 5:7, 6:2, 6:3    |
| 2011                                  | Lucie Hradecká       | Irina Falconi        | 6:4, 6:4         |
| 2012                                  | Wolha Hawarzowa      | Magdaléna Rybáriková | 6:3, 6:76, 7:65  |
| 2013                                  | Lauren Davis         | Ajla Tomljanović     | 6:3, 2:6, 7:62   |
| 2014                                  | Heather Watson       | Xenija Perwak        | 6:4, 6:0         |
| 2015                                  | Tatjana Maria        | Louisa Chirico       | 6:2, 6:0         |
| 2016                                  | Naomi Broady         | Robin Anderson       | 6:76, 6:0, 6:2   |
| 2017                                  | Tatjana Maria        | Naomi Broady         | 6:4, 6:76, 6:4   |
| 2018                                  | Madison Brengle      | Jamie Loeb           | 6:1, 6:2         |
| 2019                                  | Catherine McNally    | Jessica Pegula       | 6:2, 6:4         |
| 2020                                  | Shelby Rogers        | Anhelina Kalinina    | kampflos         |

### Doppel
| Jahr                                  | Siegerinnen                          | Finalgegnerinnen                        | Ergebnis           |
| ------------------------------------- | ------------------------------------ | --------------------------------------- | ------------------ |
| ↓ Kategorie: $25.000 ↓                |                                      |                                         |                    |
| 1994                                  | Erica Adams Jeri Ingram              | Tracy Morton Vickie Paynter             | 6:1, 5:7, 6:4      |
| 1995 wurde kein ITF-Turnier gespielt! |                                      |                                         |                    |
| ↓ Kategorie: $50.000 ↓                |                                      |                                         |                    |
| 1996                                  | Angela Lettiere Corina Morariu       | Katrina Adams Debbie Graham             | 7:6, 7:6           |
| 1997                                  | Angela Lettiere Nana Miyagi          | Janet Lee Lindsay Lee                   | 6:3, 6:2           |
| 1998                                  | Catherine Barclay Kerry-Anne Guse    | Wolha Barabanschtschykawa Erika de Lone | 6:2, 6:4           |
| ↓ Kategorie: $25.000 ↓                |                                      |                                         |                    |
| 1999                                  | Liezel Horn Samantha Smith           | Kirstin Freye Sonya Jeyaseelan          | 7:6, 0:6, 7:5      |
| ↓ Kategorie: $75.000 ↓                |                                      |                                         |                    |
| 2000                                  | Esme de Villiers Rika Hiraki         | Surina De Beer Tzipi Obziler            | 6:1, 1:6, 6:1      |
| 2001                                  | Yvette Basting Olena Tatarkowa       | Jennifer Hopkins Petra Rampre           | 3:6, 7:64, 6:4     |
| 2002                                  | Janet Lee Olena Tatarkowa            | Maria Geznenge Michaela Paštiková       | 6:1, 6:3           |
| 2003                                  | Teryn Ashley Abigail Spears          | Bethanie Mattek Shenay Perry            | 6:1, 4:6, 6:4      |
| 2004                                  | Sofia Arvidsson Åsa Svensson         | Allison Baker Tara Snyder               | 7:65, 6:2          |
| 2005                                  | Julija Bejhelsymer Kelly McCain      | Anna Bastrikova Iryna Kurjanowitsch     | 6:2, 6:4           |
| 2006                                  | Milagros Sequera Meilen Tu           | María José Argeri Leticia Sobral        | 4:6, 7:5, 6:4      |
| 2007                                  | Laura Granville Abigail Spears       | Maureen Drake Stéphanie Dubois          | 6:4, 3:6, 6:3      |
| 2008                                  | Ashley Harkleroad Shenay Perry       | Surina De Beer Rika Fujiwara            | 3:6, 6:4, [10:6]   |
| 2009                                  | Chen Yi Rika Fujiwara                | Melinda Czink Lindsay Lee-Waters        | 7:5, 7:65          |
| ↓ Kategorie: $100.000 ↓               |                                      |                                         |                    |
| 2010                                  | Lucie Hradecká Laura Granville       | Lilia Osterloh Anna Tatischwili         | 7:63, 3:6, [12:10] |
| 2011                                  | Jamie Hampton Anna Tatischwili       | Irina Falconi Alison Riske              | kampflos           |
| 2012                                  | Andrea Hlaváčková Lucie Hradecká     | Wesna Dolonz Stéphanie Foretz Gacon     | 7:64, 6:2          |
| 2013                                  | Melinda Czink Mirjana Lučić-Baroni   | Maria Fernanda Alves Samantha Murray    | 5:7, 6:4, [10:7]   |
| 2014                                  | Anna Tatischwili Heather Watson      | Sharon Fichman Maria Sanchez            | 7:5, 5:7, [10:6]   |
| 2015                                  | Julie Coin Emily Webley-Smith        | Sachia Vickery Jacqueline Cako          | 4:6, 7:64, [11:9]  |
| 2016                                  | Catherine Bellis Ingrid Neel         | Naomi Broady Shelby Rogers              | 6:2, 6:4           |
| 2017                                  | Ashley Weinhold Caitlin Whoriskey    | Kayla Day Caroline Dolehide             | 7:61, 6:3          |
| 2018                                  | Kaitlyn Christian Sabrina Santamaria | Jessica Pegula Maria Sanchez            | 7:5, 4:6, [10:8]   |
| 2019                                  | Wolha Hawarzowa Walerija Sawinych    | Cori Gauff Ann Li                       | 6:4, 6:0           |
| 2020                                  | Caroline Dolehide Maria Sanchez      | Walerija Sawinych Yanina Wickmayer      | 6:3, 6:4           |